# Міхал Сачек
Міхал Сачек (чеськ. Michal Sáček, нар. 19 вересня 1996, Густопече, Чехія) — чеський футболіст, фланговий захисник польського клубу «Ягеллонія».

## Ігрова кар'єра

### Клубна
У 2013 році Міхал Сачек приєднався до молодіжного складу празької «Спарти». Перед сезоном 2015/16 він був внесений до заявки першої команди на участь у чемпіонаті Чехії. 16 травня 2016 року у матчі проти «Височини» Сачек дебютував у першій команді. Також в тому сезоні Міхал почав свої виступи у єврокубках у складі «Спарти».
У лютому 2023 року Сачек перейшов до польської «Ягеллонії», підписавши з клубом контракт на два з половиною роки. У сезоні 2023/24 разом з командою виграв чемпіонат Польщі.

### Збірна
У 2017 році у складі молодіжної збірної Чехії Міхал Сачек брав участь у молодіжному Євро у Польщі.
8 вересня 2021 року у товариському матчі проти команди України Міхал Сачек дебютував у національній збірній Чехії.

## Титули
Спарта
 Переможець Кубка Чехії: 2019/20
Ягеллонія
 Чемпіон Польщі: 2023/24